# Arne Treholt - en skæbne
Arne Treholt - en skæbne er en portrætfilm fra 1993 instrueret af Morten Henriksen efter eget manuskript.

## Handling
Hovedpersonen i en af den kolde krigs sidste store spionsager, Arne Treholt, får her mulighed for at fortælle sin egen version af det dramatiske hændelsesforløb: I januar 1984 arresteres den norske diplomat og kontorchef i udenrigsministeriet, Arne Treholt, mistænkt for spionage til fordel for Sovjet og Irak. Under stor international presseopmærksomhed idømmes han 20 års fængsel. Treholt, som altid har nægtet sig skyldig, fortæller i filmen om den proces, han har gennemlevet, om de omkostninger af personlig art, den har haft for ham, og om det system, der dømte ham. Et nærgående portræt af en mand og hans skæbne - fortalt af ham selv.